# Atomvulkan Golkonda

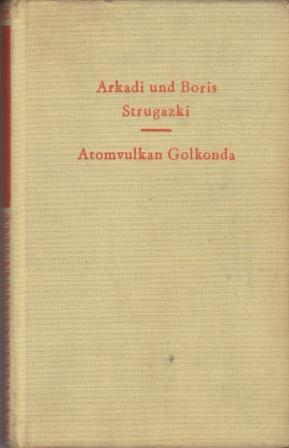
Deutsche Ausgabe im Verlag Kultur und Fortschritt, Berlin, 1961

Atomvulkan Golkonda (russisch Страна багровых туч; wiss. Transliteration Strana bagrovych tuč, Duden-Transkription Strana bagrowych tutsch (wörtlich „Das Land der Purpurwolken“)) ist der erste Science-Fiction-Roman der Brüder Arkadi und Boris Strugazki. Er erschien 1959 in der Sowjetunion.
Der Roman ist durch die Hauptperson Alexej Bykow mit dem Roman Der Weg zur Amalthea (1960) und dem Episodenroman Praktikanten (1962) verbunden. Für die Veröffentlichung mussten die Autoren ihren Ursprungstext überarbeiten.

## Inhalt
Sechs Kosmonauten bereiten sich Ende des 20. Jahrhunderts in der kommunistischen Sowjetunion auf eine Reise zum Planeten Venus vor. Das neuartige Raumschiff Chius der Venusmission wird mit Photonen angetrieben. Die Venus ist ein noch unerforschter, von Wolken bedeckter Planet. Das Interesse der Wissenschaft wird geweckt, als der Atomvulkan Golkonda nach einem Meteoriteneinschlag Urankupfererz und andere Schwermetalle bildet. Die Kosmonauten geraten in immer gefährlichere Situationen, bei denen es auch zu Todesfällen kommt. Der russische Originaltitel Das Land der Purpurwolken spielt auf die Warnung „Fürchtet euch vor dem roten Ring“ des Geologen Tachmasib Mechti an. Was es damit auf sich hat, wird am Ende des Romans aufgedeckt.
Die Beschaffenheit der Venus, wie sie im Roman Ende der 1950er Jahre beschrieben wird, unterscheidet sich stark vom heutigen Kenntnisstand. Wasserdruck und Wassertemperatur sind deutlich niedriger als auf dem realen Planeten, es existieren Pflanzen und eine niedrig entwickelte Tierwelt, und die Rotationsperiode um die eigene Achse beträgt nur 57 Stunden statt 243 Tage.

## Interpretation
Im Roman werden zwei Themenfelder behandelt: die Wechselbeziehung zwischen Allgemeinwohl und individuellen Interessen einerseits und der allgemeine technische Fortschritt und die Eroberung des Weltalls andererseits.

## Publikationsgeschichte
Bereits vor der ersten Veröffentlichung des Romans wurden die Autoren gezwungen, zahlreiche Änderungen am Text vorzunehmen; man bemängelte die hohe Zahl von Todesopfern, verlangte die Änderung fast aller Namen der vorkommenden Figuren und drang darauf, jede Erwähnung von Militär und militärischen Dienstgraden aus dem Manuskript zu streichen. Bei der später oft nachgedruckten DDR-Ausgabe wurde nochmals gestrichen und gekürzt; auch der Epilog des Romans fiel weg. Die erste vollständige deutsche Ausgabe ist die im Golkonda-Verlag 2012 erschienene Fassung.

## Deutsche Ausgaben
- Arkadi N. Strugazki, Boris N. Strugazki: Strana bagrovych tuč. 1959 (russische Originalausgabe).
- Arkadi Strugazki, Boris Strugazki: Atomvulkan Golkonda. Verlag Kultur und Fortschritt, Berlin 1961 (deutsche Erstausgabe, aus dem Russischen von Willi Berger).
- Arkadi Strugazki, Boris Strugazki: Atomvulkan Golkonda. Heyne, München 1980, ISBN 3-453-30254-0. (textidentisch mit der Ausgabe von 1961)
- Arkadi Strugatzki, Boris Strugatzki: Atomvulkan Golkonda. Golkonda, Berlin 2012, ISBN 978-3-942396-22-6 (Erste vollständige deutsche Ausgabe; anhand der Manuskripte rekonstruierte, unzensierte und unbearbeitete Fassung, komplettiert durch ein Kapitel aus einer frühen Arbeitsfassung des Romans; Kommentare von Boris Strugatzki, Nachwort und Anmerkungen von Erik Simon).